# Kristen Cloke
Kristen Cloke (født 2. september 1969 i Van Nuys, Californien i USA) er en amerikansk skuespillerinde.
Hun har medvirket i en episode af X-Files og i filmen Final Destination fra 1999.
Hun gik på California State University.

## Filmografi
| År        | Titel                   | Rolle                                   |
| --------- | ----------------------- | --------------------------------------- |
| 1990      | Megaville               | Christine                               |
| 1992      | Stay Tuned              | Velma                                   |
| 1993      | Cheers                  | Shauna; episode "Sunday Dinner"         |
| 1995-1996 | Space: Above and Beyond | Capt. Shane Vansen; 23 episoder         |
| 1996      | X-Files                 | Melissa; episode The Field Where I Died |
| 1997      | Millennium              | Lara Means; 10 episoder, 1997-1998      |
| 1999      | The 13th Warrior        | Wendol Mother Ikke krediteret           |
| 2000      | Final Destination       | Valerie Lewton                          |
| 2003      | Willard                 | Psychiatrist Ikke krediteret            |
| 2006      | Black Christmas         | Leigh Colvin                            |
| 2017      | Lady Bird               | Ms. Steffans                            |